# أمهيرست
أمهيرست (بالإنجليزية: Amherst)‏ هي مدينة أمريكية تقع في ولاية تكساس.تبلغ مساحة هذه المدينة 2.2 (كم²)،ويبلغ عدد سكانها 721 نسمة حسب إحصاء سنة 2010 م.